# ラジオの製作
『ラジオの製作』（ラジオのせいさく、1954年創刊 - 1999年休刊）は、かつて電波新聞社が発行していた日本の月刊誌である。アマチュア無線（ハム）、パーソナルコンピュータ、オーディオ、BCL、エレクトロニクスの総合入門雑誌。略称は「ラ製」（ラせい）。ライバル誌として誠文堂新光社の『初歩のラジオ』（略称は「初ラ」）などがあった。2020年9月、電子工作マガジン別冊として、復刻版が刊行された。

## 略歴・概要

### 創刊
創生期は電波新聞社ではなく、『ラジオ技術』を発行していたラジオ技術社（現・インプレス。雑誌の版元はアイエー出版）の代理部、通称「ラジオ技術サービス・ステーション」が販売したラジオのキットの組み立て方法を説明したパンフレットとして、1954年（昭和29年）に初刊行された。当初は不定期刊で同年内に第2集まで発行された。年末に発行された翌1955年1月号が、電波新聞社に版元を変更し月刊誌としての出発である。
創刊号からその表紙では、タイトル表記「ラジオの製作」の前に「だれでもできる」とかぶせるようにキャッチの文字が配されていた。後に「だれにもできる」と少し変更されている。
当時は物品税が高いことから、ラジオやオーディオ機器などは部品から自作することで安価に仕上がり、部品セット（キット）の販売とそれを購入して自作することが流行り、製作記事を中心にした編成となっていた。のちに、本誌の源流である『ラジオ技術』や『MJ無線と実験』（誠文堂新光社）など一部のエレクトロニクス趣味誌は、内容が誌名から乖離して「オーディオマニア」向け専門誌に傾倒を深め、1980年代以降に『ラジオ技術』は表紙にも「ハイエンドオーディオ」の文言が入るが、競合誌『初歩のラジオ』と本誌では、それらの傾向はほぼ見られなかった。

### 成長
1970年代になって製作記事の範囲はエレクトロニクス全般に拡大。当初から掲載していたアマチュア無線など電波関連の記事は、徐々に周辺分野へと裾野を広げていく。
1973年（昭和48年）頃から爆発したBCLのブームに合わせ、いち早く海外短波放送関連の記事を充実させ、山田耕嗣らこの分野の専門家が多数ライターとして連載を持ったり寄稿するなど、商業雑誌としては他を圧倒する情報量があった（当時他にはライバル誌「初ラ」と「短波」しか存在しなかった）。BCL関連の記事は、ブームが下火になった後も1999年の休刊までそれなりの地位を占めた。
市民ラジオ愛好家に対しては、citizen bandを意味する「CB」から「CB'er」（シーバー）と命名し、編集部を挙げてイベントを開催するなどその健全化にも力を注いだ。1989年（平成元年）、UHF帯の電波を使う特小トランシーバーが制度化されると、その普及にも一定の貢献を果たした。

一方で、エレクトロニクス趣味のコンピュータ化にも追随し、主にハードウェア関連の記事を掲載する方針など同じ電波新聞社の他誌とは棲み分けを図りながら、パソコン関係の記事にも注力していった。1977年（昭和52年）、コンピュータ総合誌『マイコン』が独立。1981年（昭和56年）には、別冊付録『マイコンBASICマガジン』（『ベーマガ』）を付けた。『ベーマガ』は1年ほどで単独の別冊を経て、独立の雑誌となり最盛期には30万部近い発行部数を記録するに至る。

また、編集長大橋太郎の叔父が芸能山城組リーダーの山城祥二であることから、電子音楽にも傾倒。大橋は山城の伝手で冨田勲を紹介してもらい、1979年（昭和54年）、創刊25周年・300号記念号でアナログシンセサイザー（モーグ・シンセサイザー）の製作記事を実現させた他、別冊『シンセサイザーのすべて』も発行した。
レコードやCDの新譜紹介や音楽情報など、製作以外の記事も多数取り入れた。

### 衰退、そして廃刊へ
1990年代に入るとBCLブームが下火となり、主力の電子工作関連も月刊で発行を維持できる記事量と読者の支持を得られなくなる。1996年（平成8年）に当時まだ子役だったえなりかずきをゲストにしたアマチュア無線の特集記事を掲載するが、効奏しなかった。
1999年（平成11年）3月8日発売の4月号を最後に月刊誌としての発行が終了し、「今後は春・夏・冬休みの期間に併せて発行するムック形式で刊行する」と発表したが、同年7月に発行された「デンパムック」シリーズ『ラジオの製作SPECIAL』だけで以後は継続されず、この号で事実上の廃刊となった。

### 事実上の復活
電波新聞社は2008年（平成20年）、ラ製の流れを汲むムックとして『電子工作マガジン』を起こす。1号だけに終わったラ製SPECIALと違い、製作記事の充実に主眼を置いた誌面構成となっていて、この分野だけに限れば9年ぶりに紙媒体が復活した。以後、年4回発行の季刊誌として定着している。
2015年（平成27年）冬号からは、ベーマガの事実上の復活ともいえる、『マイコンBASICマガジン』のコーナーが登場した。
ただし、BCLに関しては電子工作マガジンでは取り上げられず、電波新聞社はBCLを扱う商業メディアとしては事実上撤退状態となった。しかし、「BCL復活組」とも言われる中高年層の要望に応えて2019年（令和元年）9月、別冊『BCLマニュアル令和版』を発売。電波新聞社はラ製休刊以来20年ぶりにBCL関連の書籍に再参入した。
2020年9月、電子工作マガジン別冊として、令和の復刻版が刊行された。復刻版の表紙は、1979年9月号の同誌の表紙を模したもので、同じ写真が使われている。

## ビブリオグラフィ

### 本誌
- 『ラジオの製作』、パンフレット、ラジオ技術社、1954年（第2集まで）
- 『ラジオの製作』、月刊誌、電波新聞社、1954年12月（昭和30年1月号） - 1999年3月（平成11年4月号）
- 『ラジオの製作SPECIAL』、ムック、電波新聞社、1999年7月（平成11年、1号） ISBN 4885548527 [2]

### 書籍
国立国会図書館蔵書、版元はすべて電波新聞社、編集・著作はすべて月刊ラジオの製作編集部。
- 『たのしい電子工作 no.1』、1990年3月 ISBN 4885542456
- 『たのしい電子工作 no.2』、1990年8月 ISBN 4885542642
- 『たのしい電子工作 no.3』、1991年4月 ISBN 4885542901
- 『たのしい電子工作 no.4』、1994年5月 ISBN 4885544149